# هوبرت بهلی
هوبرت بهلی (انگلیسی: Hubert Bächli؛ زادهٔ ۱۸ اکتبر ۱۹۳۸) دوچرخه‌سوار اهل سوئیس است.